# رتووکا
رتووکا (به چکی: Řetůvka) یک منطقهٔ مسکونی در جمهوری چک است که در ناحیه اوستی ناد اورلیتسی واقع شده‌است. رتووکا ۴٫۲۲ کیلومتر مربع مساحت و ۲۸۲ نفر جمعیت دارد و ۳۸۰ متر بالاتر از سطح دریا واقع شده‌است.